# Janti-Mansisk
Janti-Mansisk (del ruso: Ха́нты-Манси́йск [Jánty Mansíysk] ‘Ciudad de Jánty Mansí’) es una ciudad en el distrito autónomo de Janti-Mansi, Rusia. Se encuentra a orillas del río Irtish, muy cerca de la desembocadura de este en el río Obi —del que es su principal afluente—, 2900 km al este de Moscú.
Fue fundada en 1930 como el asentamiento de trabajo "Ostyako-Vogulsk", los nombres obsoletos de los pueblos janti y mansi que habitaban la región. En 1940 fue renombrada Janti-Mansisk y en 1950 fue nombrada ciudad, incorporando el pueblo de Samárovo que existe desde 1637.
Janti-Mansisk es conocida como una parada regular del circuito de Copa del Mundo de biatlón. Fue escenario del Campeonato Mundial de Biatlón de 2003 y de 2011. La ciudad ha sido también sede de importantes torneos de ajedrez, como las Copas del Mundo de 2005 y 2007, la sede de las Olimpíadas de ajedrez del 2010, y el Torneo de Candidatos 2014.

## Clima
| Parámetros climáticos promedio de Janti-Mansisk (1991-2020) | Parámetros climáticos promedio de Janti-Mansisk (1991-2020) | Parámetros climáticos promedio de Janti-Mansisk (1991-2020) | Parámetros climáticos promedio de Janti-Mansisk (1991-2020) | Parámetros climáticos promedio de Janti-Mansisk (1991-2020) | Parámetros climáticos promedio de Janti-Mansisk (1991-2020) | Parámetros climáticos promedio de Janti-Mansisk (1991-2020) | Parámetros climáticos promedio de Janti-Mansisk (1991-2020) | Parámetros climáticos promedio de Janti-Mansisk (1991-2020) | Parámetros climáticos promedio de Janti-Mansisk (1991-2020) | Parámetros climáticos promedio de Janti-Mansisk (1991-2020) | Parámetros climáticos promedio de Janti-Mansisk (1991-2020) | Parámetros climáticos promedio de Janti-Mansisk (1991-2020) | Parámetros climáticos promedio de Janti-Mansisk (1991-2020) |
| Mes                                                         | Ene.                                                        | Feb.                                                        | Mar.                                                        | Abr.                                                        | May.                                                        | Jun.                                                        | Jul.                                                        | Ago.                                                        | Sep.                                                        | Oct.                                                        | Nov.                                                        | Dic.                                                        | Anual                                                       |
| ----------------------------------------------------------- | ----------------------------------------------------------- | ----------------------------------------------------------- | ----------------------------------------------------------- | ----------------------------------------------------------- | ----------------------------------------------------------- | ----------------------------------------------------------- | ----------------------------------------------------------- | ----------------------------------------------------------- | ----------------------------------------------------------- | ----------------------------------------------------------- | ----------------------------------------------------------- | ----------------------------------------------------------- | ----------------------------------------------------------- |
| Temp. máx. abs. (°C)                                        | 2.7                                                         | 4.5                                                         | 13.0                                                        | 25.1                                                        | 34.5                                                        | 34.5                                                        | 34.7                                                        | 33.2                                                        | 27.3                                                        | 20.4                                                        | 8.7                                                         | 3.1                                                         | 34.7                                                        |
| Temp. máx. media (°C)                                       | -15.2                                                       | -12.8                                                       | -3.3                                                        | 4.7                                                         | 13.7                                                        | 20.3                                                        | 22.9                                                        | 19.0                                                        | 12.2                                                        | 3.7                                                         | -7.2                                                        | -12.8                                                       | 3.8                                                         |
| Temp. media (°C)                                            | -19.1                                                       | -16.7                                                       | -7.8                                                        | 0.0                                                         | 8.3                                                         | 15.4                                                        | 18.2                                                        | 14.5                                                        | 8.2                                                         | 0.7                                                         | -10.4                                                       | -16.6                                                       | -0.4                                                        |
| Temp. mín. media (°C)                                       | -23.0                                                       | -20.6                                                       | -12.1                                                       | -4.3                                                        | 3.4                                                         | 11.0                                                        | 13.7                                                        | 10.6                                                        | 4.7                                                         | -2.1                                                        | -13.6                                                       | -20.5                                                       | -4.4                                                        |
| Temp. mín. abs. (°C)                                        | -49.0                                                       | -46.5                                                       | -40.1                                                       | -28.6                                                       | -14.9                                                       | -4.6                                                        | 1.2                                                         | -1.0                                                        | -7.5                                                        | -28.6                                                       | -43.4                                                       | -49.0                                                       | -49.0                                                       |
| Precipitación total (mm)                                    | 29                                                          | 25                                                          | 30                                                          | 30                                                          | 43                                                          | 61                                                          | 72                                                          | 84                                                          | 56                                                          | 47                                                          | 38                                                          | 34                                                          | 549                                                         |
| Nevadas (cm)                                                | 41                                                          | 50                                                          | 53                                                          | 24                                                          | 1                                                           | 0                                                           | 0                                                           | 0                                                           | 0                                                           | 2                                                           | 13                                                          | 27                                                          | 211                                                         |
| Días de lluvias (≥ 1 mm)                                    | 0.3                                                         | 1                                                           | 2                                                           | 10                                                          | 18                                                          | 19                                                          | 17                                                          | 20                                                          | 21                                                          | 15                                                          | 3                                                           | 1                                                           | 127.3                                                       |
| Días de nevadas (≥ 1 mm)                                    | 27                                                          | 25                                                          | 21                                                          | 15                                                          | 7                                                           | 1                                                           | 0                                                           | 0.1                                                         | 4                                                           | 16                                                          | 26                                                          | 28                                                          | 170.1                                                       |
| Horas de sol                                                | 31                                                          | 100                                                         | 174                                                         | 206                                                         | 250                                                         | 289                                                         | 304                                                         | 219                                                         | 140                                                         | 79                                                          | 44                                                          | 10                                                          | 1846                                                        |
| Humedad relativa (%)                                        | 83                                                          | 81                                                          | 76                                                          | 69                                                          | 65                                                          | 66                                                          | 71                                                          | 78                                                          | 81                                                          | 83                                                          | 85                                                          | 84                                                          | 76.8                                                        |
| Fuente n.º 1: Погода и климат                               |                                                             |                                                             |                                                             |                                                             |                                                             |                                                             |                                                             |                                                             |                                                             |                                                             |                                                             |                                                             |                                                             |
| Fuente n.º 2: NOAA (Horas de sol, 1961-1990)                |                                                             |                                                             |                                                             |                                                             |                                                             |                                                             |                                                             |                                                             |                                                             |                                                             |                                                             |                                                             |                                                             |

## Imágenes y mapas

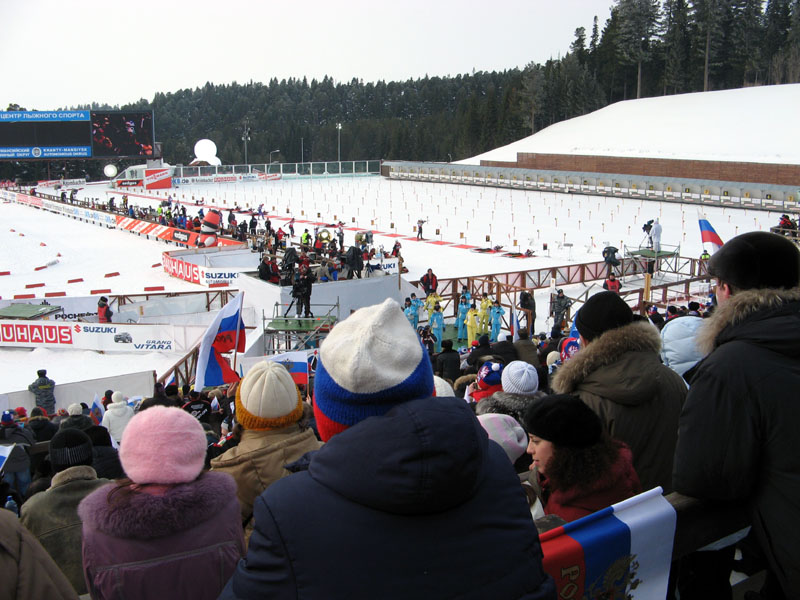
Estadio de biatlón de Janti-Mansisk
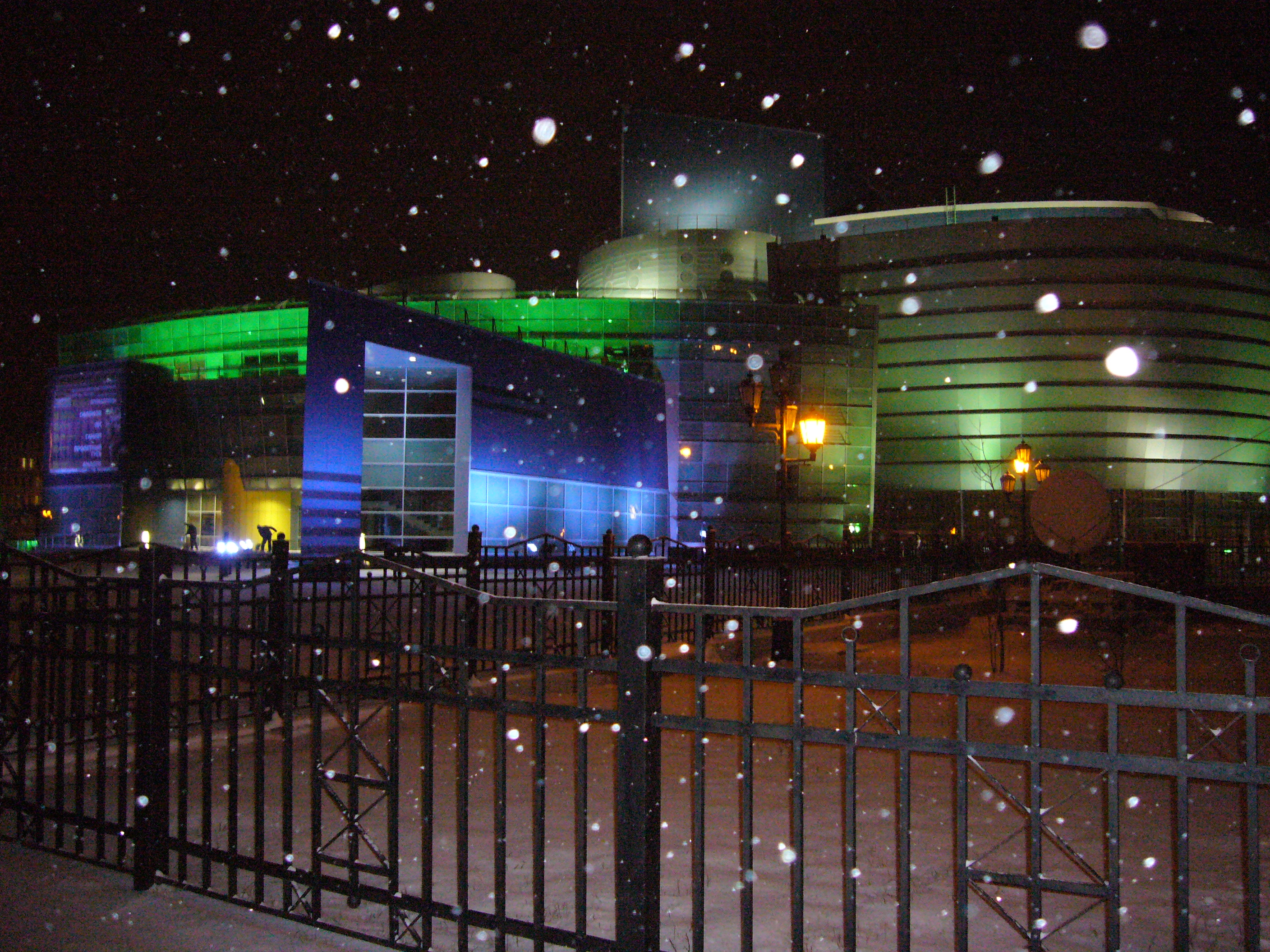
Teatro de Janti-Mansisk
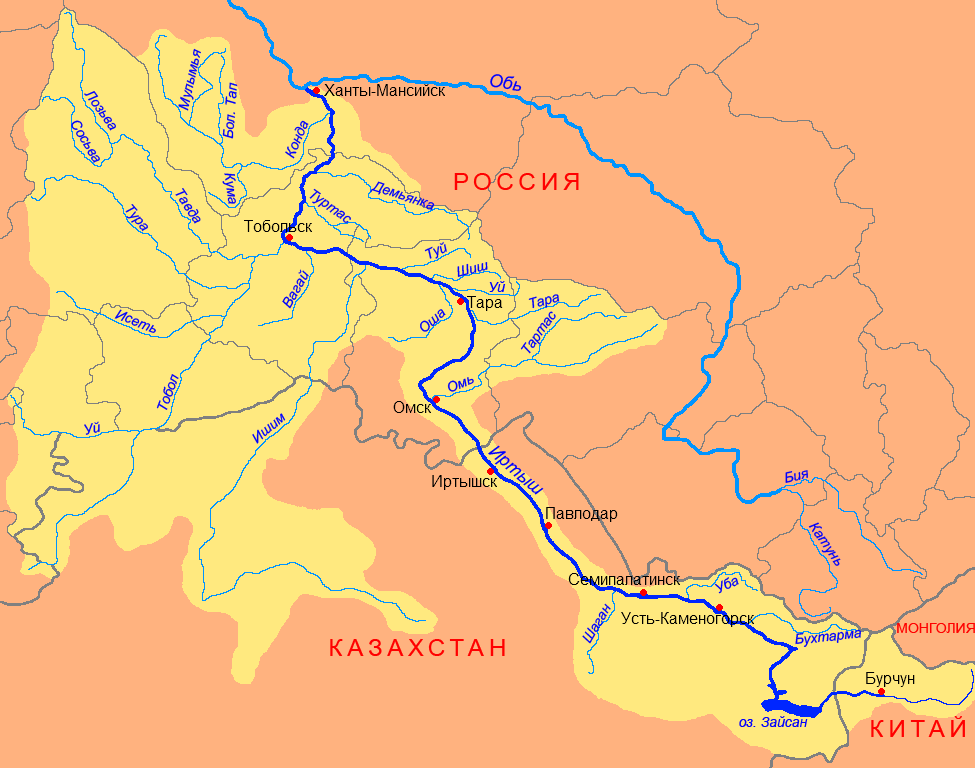
Janti-Mansisk (Ха́нты-Манси́йск) en un mapa del río Irtish
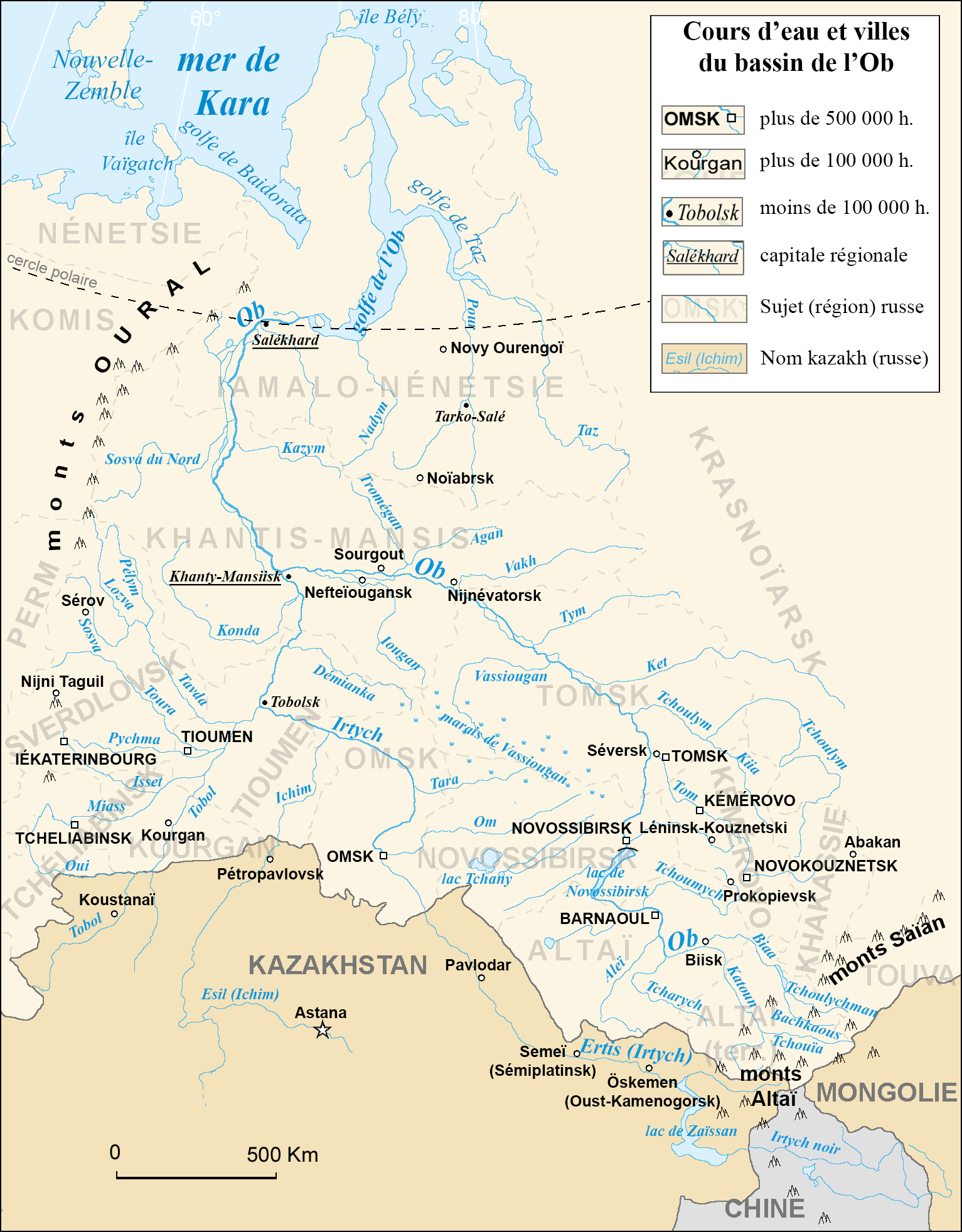
Janti-Mansisk, donde se unen los ríos Irtish y Obi